# Лищиця дністровська
Лищиця дністровська, лещиця дністровська (Gypsophila thyraica A.Krasnova) — багаторічна трав'яниста рослина, подільська ендемічна раса збірного комплексу Gypsophila altissima s. I.. За іншими даними статус цього виду є сумнівний, бо рослина дуже близька до G. altissima.

## Морфологічна характеристика
Рослина заввишки 35—80 см. Стебло рослини сильно розгалужене, прямостояче. Листки лінійноланцетні. Квітки білі, дрібні (пелюстки завдовжки 2,5—З мм). Плід — коробочка. Цвіте у червні — серпні. Плодоносить у серпні — вересні. Розмножується насінням. За екологією вид є світлолюбною рослиною, що здебільшого тяжіє до освітлених лісів, соснових борів і суборів, узлісь, заростей чагарників, заплавних, частково осушених лук. Зростає на вапнякових кам'янистих відслонення, лучно-степових схилах у складі кальцепетрофільної рослинності.

## Характеристика популяцій
Популяції виду є локальними. Розміщені вони просторово на досить далекій відстані одна від одної. Зрідка зустрічаються окремі особини. За географічною структурою Gypsophila thyraica A. Krasnova відносять до східноєвропейського, або сарматського класу поширення. Ареали цього класу обмежені (за трактуванням Енглера) Сарматською провінцією, а за Ю. Д. Клеоповим до кашубського геоелементу в межах якого виділяють певні групи ендеміків, Gypsophila thyraica належить до подільської групи. За хорологією досліджуваний вид є локальним ендеміком і не виходить за межі свого сучасного поширення, а приурочений до певних геокліматичних умов. Gypsophila thyraica A. Krasnova є неоендемічним видом, тобто є відносно молодим. Його виникнення відносять до четвертного періоду.